# Ahmad Ibn Idris Al-Fasi
Ahmad Ibn Idris Al-Fasi (1760-1837) foi um reformador neo-sufista, atuante em  Marrocos, Norte de África e Iémen, que desviou do ulema e tentou levar uma forma mais vibrante do Islão directamente ao povo.
Ahmad Ibn Idris foi o fundador da ordem Idrisi e viajou extensivamente pela Norte de África e Iémen, instruindo as pessoas comuns em seus dialetos e ensinando-lhes coisas básicas como  executar o salat. Ele chegou ao Cairo em 1799 e em 1818, foi para Meca pela segunda vez e instalou-se lá. Ele foi um dos mais eminentes professores da cidade santa. Devido à oposição de Ulemma, teve que fugir em 1827 para Zabid, no Iémen.
Posteriormente, a ordem Idrisi de Ahmad dividiu-se em novas linhas e seus discípulos mais influentes seguiram orientações independentes. O mais importante de seus discípulos foi o influente Sayyid Muhammad ibn Ali as-Senussi, fundador da ordem sufista de Sanusiyya. 
Ahmad Ibn Idris nasceu perto de Fez no Marrocos.